# オーストラリアコンパクト電波干渉計

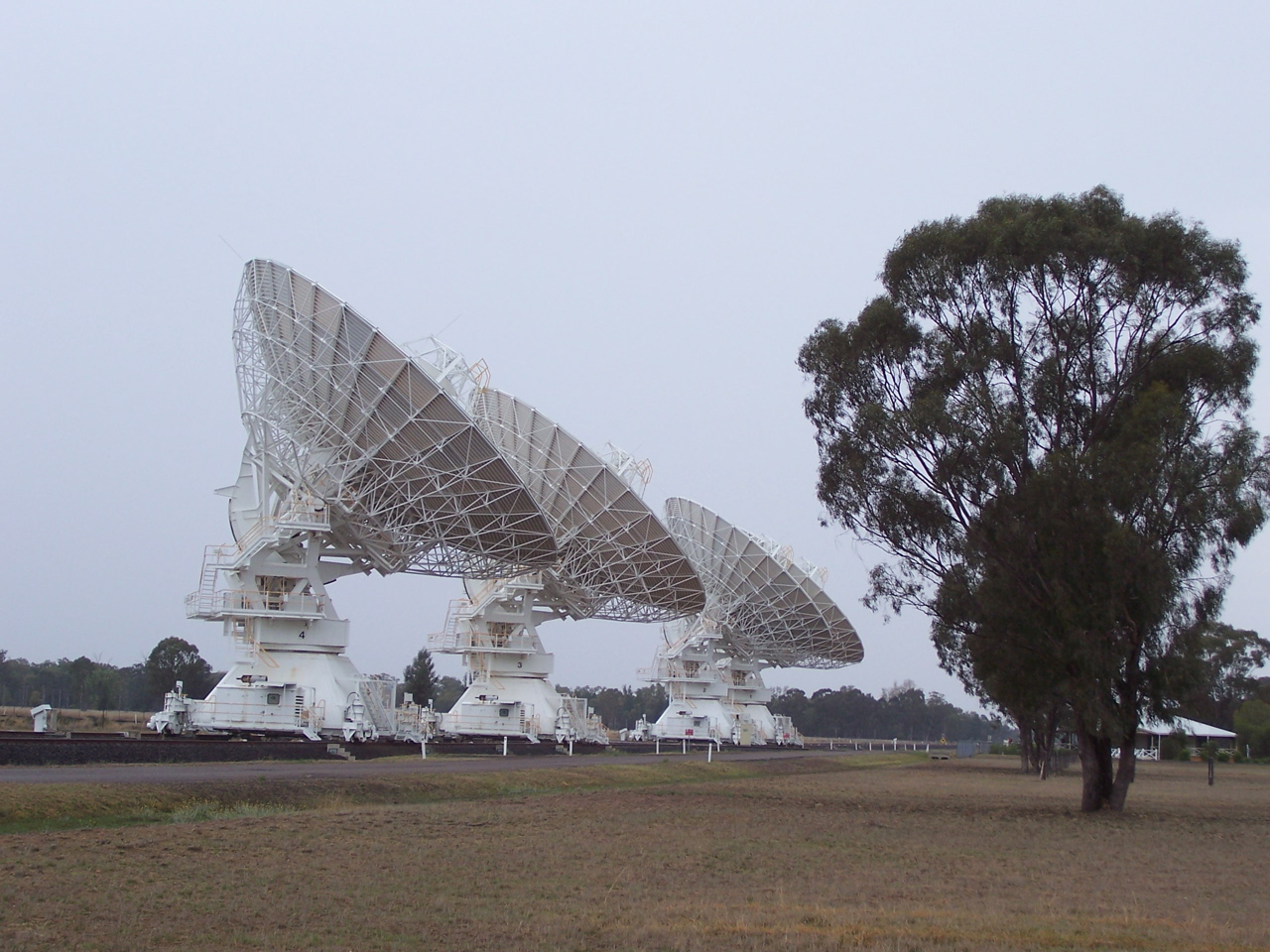
オーストラリアコンパクト電波干渉計。4基のパラボラアンテナが見えている。

オーストラリアコンパクト電波干渉計（オーストラリアコンパクトでんぱかんしょうけい Australia Telescope Compact Array, ATCA）はオーストラリア国立望遠鏡機構(ATNF)が運営を行う電波望遠鏡である。オーストラリアニューサウスウェールズ州にある。現在稼働中の電波干渉計としては唯一南半球に立地し、北半球の望遠鏡からでは観測することのできない南天の天体の観測に威力を発揮している。
ATCAは口径22mのパラボラアンテナ6基からなる電波干渉計である。6基のアンテナのうち5基は東西3km南北214mのT字型のレールの上に配置され、もう1基は東西レールの西の端からさらに西に3kmのところに固定されている。5基のアンテナの位置を年に何度か変更することによって様々な基線長での観測を可能にしている。これは、カメラのズームレンズを広角寄り/望遠寄りにするのと同じ効果を生み出し、さまざまな天体の観測に用いられる。
名前に「コンパクト」と入っているのは、オーストラリア国内8基の電波望遠鏡を結合したVLBIシステムである長基線電波干渉計 (Long Baseline Array: LBA)と区別するためである。